# چیمکورقان (تاجیکستان)
چیمکورقان (تاجیکستان) (به لاتین: Chimkurgan) یک منطقهٔ مسکونی در تاجیکستان است که در ولایت سغد واقع شده‌است.